# Ricla
Ricla é um município da Espanha na província de Saragoça, comunidade autónoma de Aragão. Tem 90,7 km² de área e em 2021 tinha 2 922 habitantes (densidade: 32,2 hab./km²).

## Demografia
| Variação demográfica do município entre 1991 e 2004 | Variação demográfica do município entre 1991 e 2004 | Variação demográfica do município entre 1991 e 2004 | Variação demográfica do município entre 1991 e 2004 |
| --------------------------------------------------- | --------------------------------------------------- | --------------------------------------------------- | --------------------------------------------------- |
| 1991                                                | 1996                                                | 2001                                                | 2004                                                |
| 2056                                                | 2043                                                | 2306                                                | 2653                                                |